# Tlaquepaque
Tlaquepaque é um município do estado de Jalisco, no México.
Em 2005, o município possuía um total de 563.006 habitantes.

## Cidades-irmãs
- Antigua Guatemala, Guatemala
- Atwater, Estados Unidos
- Cancún, México
- Glendale,  Estados Unidos
- Metepec, México
- Oaxaca de Juárez,  México
- Springfield, Estados Unidos
- Zapotiltic, México